# Sphenomorphus buenloicus
Sphenomorphus buenloicus är en ödleart som beskrevs av  Ilya Sergeevich Darevsky och NGUYEN VAN SANG 1983. Sphenomorphus buenloicus ingår i släktet Sphenomorphus och familjen skinkar.
Artens utbredningsområde är Vietnam. Inga underarter finns listade i Catalogue of Life.